# Воліпельгинське сільське поселення
Воліпе́льгинське сільське поселення — колишнє муніципальне утворення у складі Вавозького району Удмуртії, Росія. Адміністративний центр — село Воліпельга.
Розформоване 9 травня 2021 року законом Удмуртської Республіки за 26 квітня 2021 року № 30-РЗ через переформування муніципального району на муніципальний округ.
Населення становить 1214 осіб (2019, 1428 у 2010, 1721 у 2002).
Голова:
- 2008–2012 — Кузьміна Марина Федорівна

До складу поселення входять такі населені пункти:
| Населений пункт         | Населення, осіб (2002) | Населення, осіб (2010) |
| ----------------------- | ---------------------- | ---------------------- |
| Воліпельга, село        | 962                    | 844                    |
| Зядлуд, присілок        | 165                    | 153                    |
| Карсо, присілок         | 33                     | 29                     |
| Касіхіно, присілок      | 12                     | 8                      |
| Колногорово, присілок   | 2                      | 0                      |
| Котья, присілок         | 96                     | 81                     |
| Нюрпод, присілок        | 17                     | 1                      |
| Ожгі, присілок          | 254                    | 194                    |
| Нові Каксі, присілок    | 99                     | 49                     |
| Слудка, присілок        | 43                     | 35                     |
| Тушмо, присілок         | 34                     | 33                     |
| Холодний Ключ, присілок | 4                      | 1                      |

В поселенні діють 2 середні школи (Воліпельга, Ожгі), початкова школа-садочок (Зядлуд), 2 садочки (Воліпельга «Казка», Ожгі), 5 фельдшерсько-акушерських пунктів (Воліпельга, Зядлуд, Котья, Нові Каксі, Ожгі), 3 будинки культури (Воліпельга, Зядлуд, Ожгі), 3 бібліотеки (Воліпельга, Зядлуд, Ожгі), ветеринарний пункт (Воліпельга). В центрі поселення встановлено пам'ятник праці — трактор, який має федеральне значення. У 2007 році у Воліпельзі відкрито каплицю.
Серед підприємств працює ТОВ СП «Воліпельгинське».